# Ottone I di Brunswick-Harburg
Ottone I di Brunswick-Harburg (24 agosto 1495 – Harburg, 11 agosto 1549) fu duca di Brunswick-Lüneburg. Governò il Principato di Lüneburg dal 1520 al 1527 e successivamente fu signore di Harburg dal 1527 fino alla sua morte.

## Biografia
Ottone, figlio primogenito di Enrico, duca di Brunswick-Lüneburg e Margherita di Sassonia nacque il 24 agosto 1495.
Come i suoi fratelli Ernesto e Francesco, avendo studiato a Wittenberg, fu immediatamente influenzato delle idee riformiste di Martin Lutero e divenne per questo il principale sostenitore dell'introduzione della Riforma protestante nel Principato di Lüneburg. Quando suo padre fu esiliato in Francia per volere di Carlo V, Ottone si impossessò dei suoi domini e governò il principato insieme a suo fratello Ernesto. Poiché il principato era pesantemente indebitato, una delle priorità di Ottone durante il suo regno fu quella di risollevare le finanze. 
Sposò Meta von Campe, una donna al di sotto del suo rango, a cui fu offerto il titolo di Baronessa di Harburg. 
Morì ad Harburg nel 1549, all'età di cinquantatré anni.

## Matrimonio e discendenza
Nel 1527 Ottone sposò morganaticamente Meta von Campe, da cui ebbe sette figli:
- Anna (1526–1527)
- Ottone (1527)
- Ernesto (1527–1540)
- Ottone (1528–1603), Signore di Harburg
- Federico (1530–1533)
- Margherita (1532–1539)
- Susanna (1536–1581)

## Ascendenza
|                                |                         |                                  | Genitori                          |  |  | Nonni |  |  | Bisnonni                          |  |  | Trisnonni                        |  |
|                                |                         |                                  |                                   |  |  |       |  |  | Federico II di Brunswick-Lüneburg |  |  | Bernardo I di Brunswick-Lüneburg |  |
|                                |                         |                                  |                                   |  |  |       |  |  | Federico II di Brunswick-Lüneburg |  |  | Bernardo I di Brunswick-Lüneburg |  |
|                                |                         | Margherita di Sassonia           |                                   |  |  |       |  |  | Federico II di Brunswick-Lüneburg |  |  |                                  |  |
| Ottone V di Brunswick-Lüneburg |                         |                                  |                                   |  |  |       |  |  | Federico II di Brunswick-Lüneburg |  |  |                                  |  |
|                                |                         | Maddalena di Hohenzollern        | Federico I di Brandeburgo         |  |  |       |  |  |                                   |  |  |                                  |  |
|                                |                         | Maddalena di Hohenzollern        | Federico I di Brandeburgo         |  |  |       |  |  |                                   |  |  |                                  |  |
|                                |                         | Maddalena di Hohenzollern        | Elisabetta di Baviera-Landshut    |  |  |       |  |  |                                   |  |  |                                  |  |
| Enrico I di Brunswick-Lüneburg |                         | Maddalena di Hohenzollern        |                                   |  |  |       |  |  |                                   |  |  |                                  |  |
|                                |                         | Giovanni IV di Nassau-Dillenburg | Engelberto I di Nassau-Dillenburg |  |  |       |  |  |                                   |  |  |                                  |  |
|                                |                         | Giovanni IV di Nassau-Dillenburg | Engelberto I di Nassau-Dillenburg |  |  |       |  |  |                                   |  |  |                                  |  |
|                                |                         | Giovanni IV di Nassau-Dillenburg | Giovanna di Wassenaer             |  |  |       |  |  |                                   |  |  |                                  |  |
| Anna di Nassau-Dillenburg      |                         | Giovanni IV di Nassau-Dillenburg |                                   |  |  |       |  |  |                                   |  |  |                                  |  |
|                                |                         | Maria van Loen-Heinsberg         | Giovanni II di Loen e Heinsberg   |  |  |       |  |  |                                   |  |  |                                  |  |
|                                |                         | Maria van Loen-Heinsberg         | Giovanni II di Loen e Heinsberg   |  |  |       |  |  |                                   |  |  |                                  |  |
|                                |                         | Maria van Loen-Heinsberg         | Anna di Solms-Braunfels           |  |  |       |  |  |                                   |  |  |                                  |  |
| Ottone I di Brunswick-Harburg  |                         | Maria van Loen-Heinsberg         |                                   |  |  |       |  |  |                                   |  |  |                                  |  |
|                                | Federico II di Sassonia | Federico I di Sassonia           |                                   |  |  |       |  |  |                                   |  |  |                                  |  |
|                                | Federico II di Sassonia | Federico I di Sassonia           |                                   |  |  |       |  |  |                                   |  |  |                                  |  |
|                                | Federico II di Sassonia | Caterina di Brunswick-Lüneburg   |                                   |  |  |       |  |  |                                   |  |  |                                  |  |
| Ernesto di Sassonia            | Federico II di Sassonia |                                  |                                   |  |  |       |  |  |                                   |  |  |                                  |  |
|                                |                         | Margherita d'Austria             | Ernesto I d'Asburgo               |  |  |       |  |  |                                   |  |  |                                  |  |
|                                |                         | Margherita d'Austria             | Ernesto I d'Asburgo               |  |  |       |  |  |                                   |  |  |                                  |  |
|                                |                         | Margherita d'Austria             | Cimburga di Masovia               |  |  |       |  |  |                                   |  |  |                                  |  |
| Margherita di Sassonia         |                         | Margherita d'Austria             |                                   |  |  |       |  |  |                                   |  |  |                                  |  |
|                                |                         | Alberto III di Baviera           | Ernesto di Baviera-Monaco         |  |  |       |  |  |                                   |  |  |                                  |  |
|                                |                         | Alberto III di Baviera           | Ernesto di Baviera-Monaco         |  |  |       |  |  |                                   |  |  |                                  |  |
|                                |                         | Alberto III di Baviera           | Elisabetta Visconti               |  |  |       |  |  |                                   |  |  |                                  |  |
| Elisabetta di Baviera          |                         | Alberto III di Baviera           |                                   |  |  |       |  |  |                                   |  |  |                                  |  |
|                                |                         | Anna di Braunschweig-Grubenhagen | Eric I di Brunswick-Grubenhagen   |  |  |       |  |  |                                   |  |  |                                  |  |
|                                |                         | Anna di Braunschweig-Grubenhagen | Eric I di Brunswick-Grubenhagen   |  |  |       |  |  |                                   |  |  |                                  |  |
|                                |                         | Anna di Braunschweig-Grubenhagen | Elisabetta di Brunswick-Göttingen |  |  |       |  |  |                                   |  |  |                                  |  |
|                                |                         | Anna di Braunschweig-Grubenhagen |                                   |  |  |       |  |  |                                   |  |  |                                  |  |